# Col du Benas
Le col du Benas est un col situé dans le Massif central en France. Il se trouve en Ardèche, à une altitude de 795 mètres, sur la commune de Freyssenet.

## Géographie

### Situation

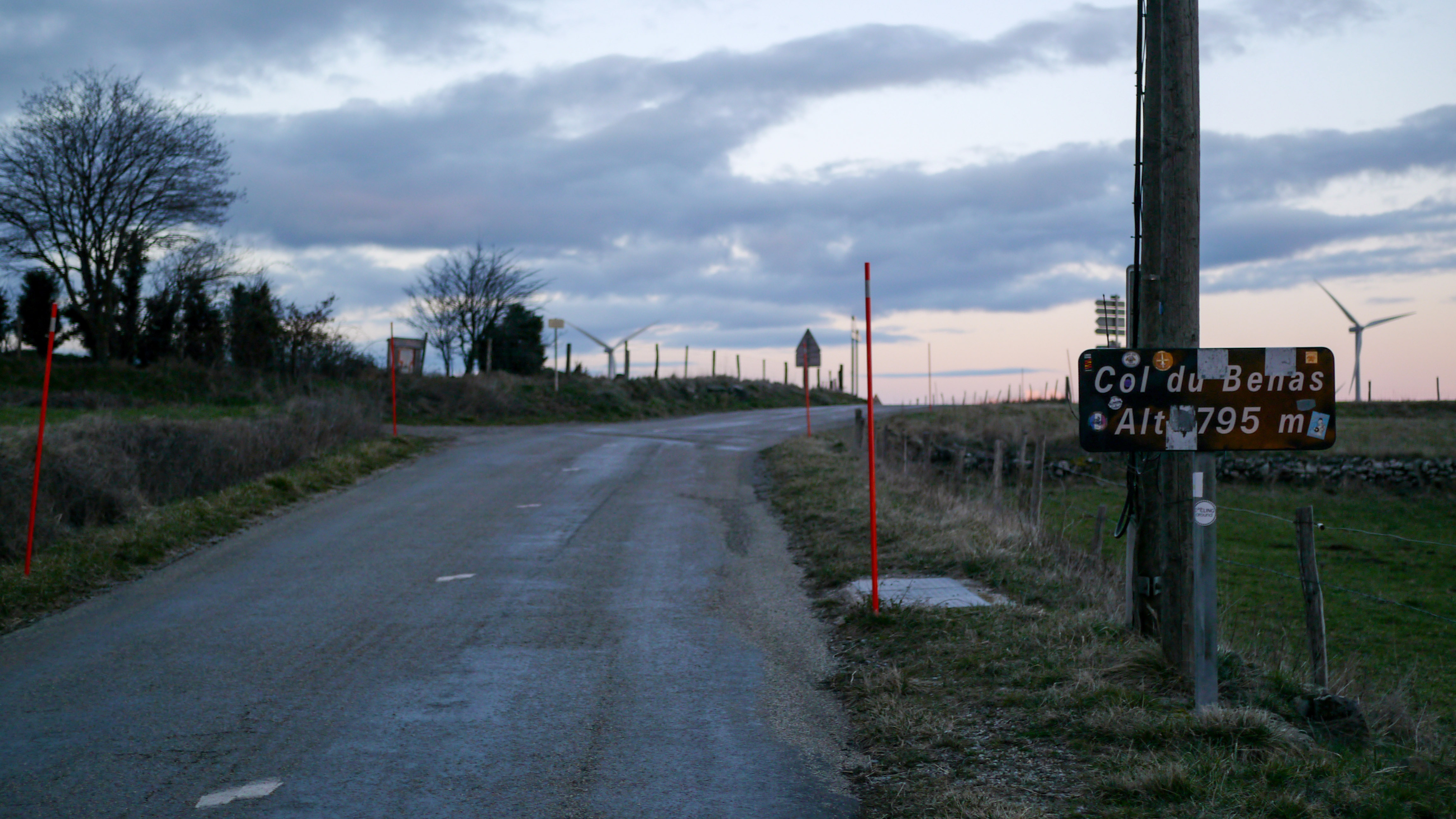
Vue du col depuis le sud-ouest.

Le col est sur le plateau du Coiron à Freyssenet, entre les communes de Darbres, Privas, Saint-Priest, et Berzème. Il est accessible en prenant la route départementale 7 versant nord et à l'est, ou en empruntant la route départementale 224 versant sud.

### Hydrographie
L'Auzon prend sa source à proximité sur la commune de Freyssenet sur le versant sud. Le versant nord suit le vallon formé par le ruisseau de Bayonne pour rejoindre la vallée de l'Ouvèze.

## Activités

### Énergie
En 2021 sept éoliennes étaient implantées sur le plateau du Coiron. L'implantation d'une huitième éolienne de 2,3 MW à hauteur du col sur la commune de Freyssenet était en discussion en 2022,,.

### Sport

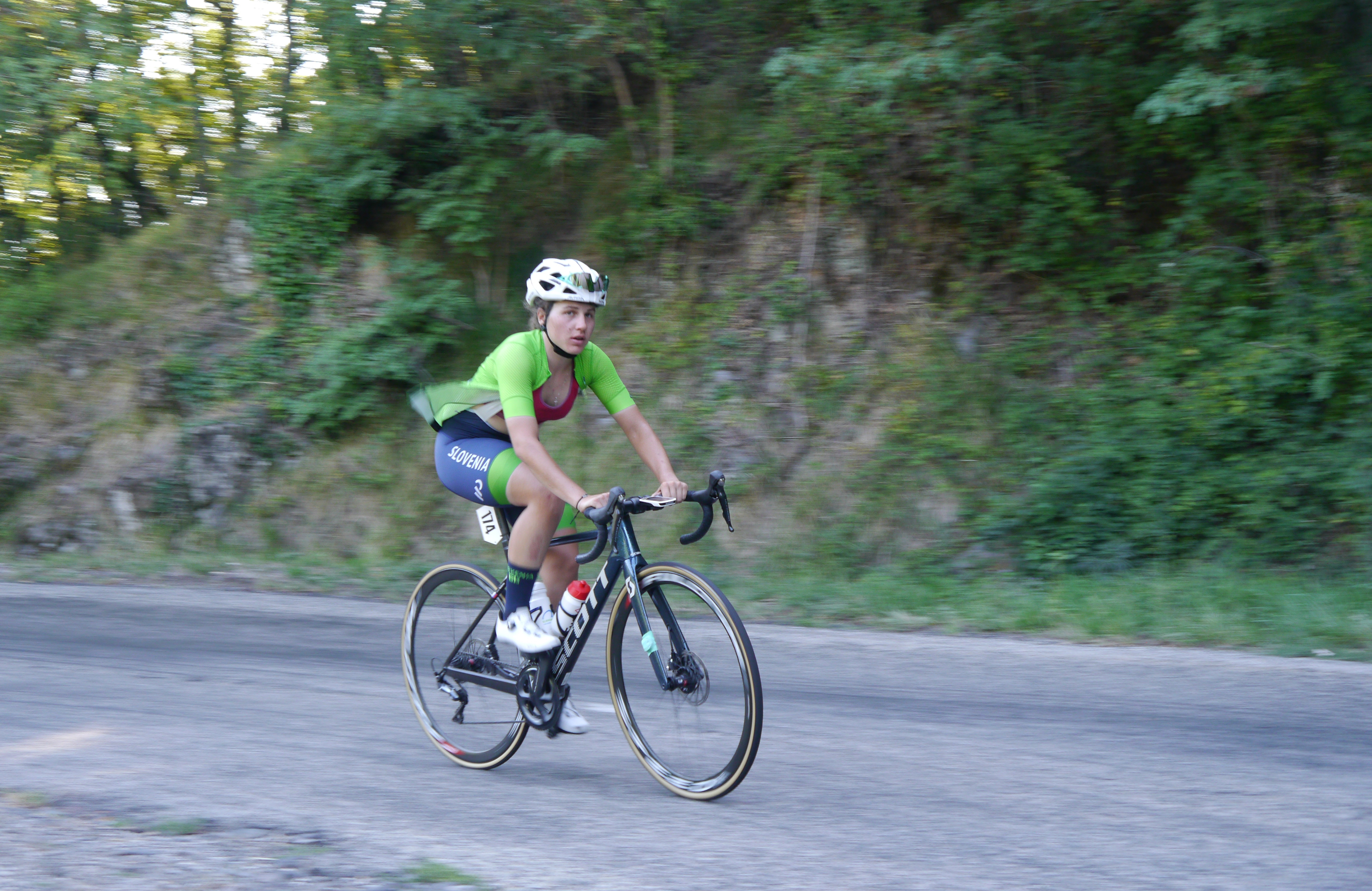
La coureuse Nika Bobnar grimpant le col lors de la 7e étape du TCFIA 2022.

Le Tour cycliste féminin international de l'Ardèche 2022 a emprunté le col lors de sa 7e étape avec le passage de Coralie Demay en tête. Le club de cyclisme Cyclosportifs Couxois y organisent chaque année un contre-la-montre cycliste depuis Saint-Priest,.
La pente est en moyenne de 4,5 %, et atteint 8 % depuis Privas. La côte est plus douce sur le versant sud depuis Lussas, de 3,7 % en moyenne pour atteindre 6,2 % dans les plus forts reliefs.